# Éva Stefaní
Éva Stefaní (grec: Εύα Στεφανή), nascuda el 1964 a Alexandria a Virgínia, és uns artista visual compromesa i directora de documentals grega.

## Biografia
Éva Stefaní va néixer l'any 1964 a Alexandria, Estats Units. Va estudiar ciències polítiques a la Universitat d'Atenes. Va continuar amb la formació en realització de documentals als Ateliers Varan, a París. Va obtenir un Màster en Arts, especialitzat en cinema a la Universitat de Nova York. Va defensar una tesi sobre el documental a la Universitat Panteion d'Atenes. Ensenya història i teoria del cinema a la Universitat d'Atenes.
Els seus treballs són documentals d'observació experimental. Fa una mirada subversiva a les persones i a la vida quotidiana. S'interessa per les persones al marge de la societat. La seva mirada està compromesa. El 1995, va observar la vida nocturna dels habituals a l'estació d'Atenes. Utilitza vídeo i super 8 pel·lícula.
Per a la pel·lícula "Acropolis", va reunir imatges d'arxiu, altres de pel·lícules amateurs i pornogràfiques Super-8. Identifica el Partenó amb el cos d'una dona, en una versió subversiva i feminista del monument.
El 2017, el seu treball es va mostrar al Documenta 14. L'any 2019, una retrospectiva d'aquestes pel·lícules va tenir lloc al festival Images and Views of Alternative Cinema a Nicòsia, i al Festival de Pel·lícules d'Avantguarda a Atenes.
També va escriure llibres sobre la pràctica del documental.

## Realitzacions (selecció)
- 1995 : Athene, 36 min
- 2002-04 : Acropolis,  Super 8 mm et 16 mm,  46 min
- 2007 : What Time Is It?, 26 min
- 2008 : Bathers, 46 min
- 2012 : Dimitris Papaioannou, 52 min
- 2012 : The Return of E.C. Gonatas, 38 min
- 2017 : Manuscript, ,15 min

## Publicacions
- 10 Texts on Documentary, 2007
- Documentary: The Observation Game, 2016